# Stephen Cole Kleene

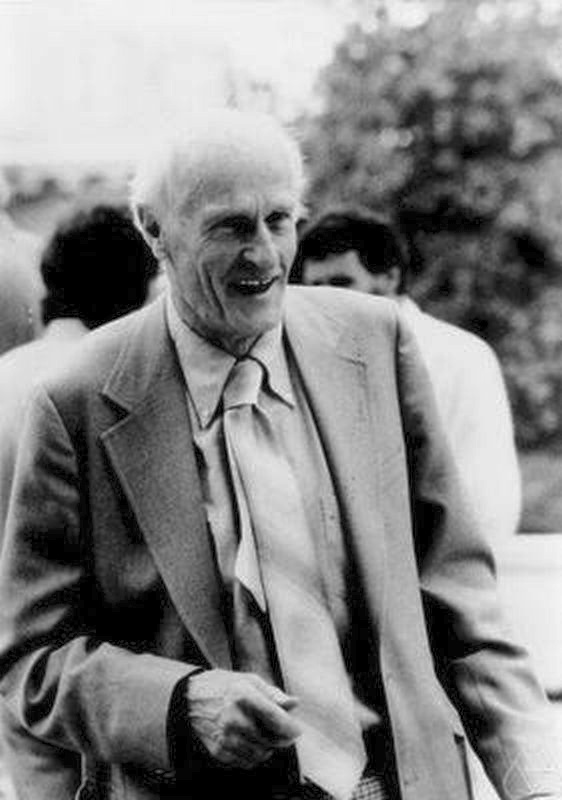
Kleene 1978

Stephen Cole Kleene (* 5. Januar 1909 in Hartford, Connecticut; † 25. Januar 1994 in Madison, Wisconsin) war ein US-amerikanischer Mathematiker und Logiker. Er gilt als einer der Begründer der theoretischen Informatik, besonders der formalen Sprachen und der Automatentheorie (siehe zum Beispiel Kleenesche Hülle, Lambda-Kalkül, Fixpunktsatz von Kleene, Kleenesche Normalform, regulärer Ausdruck).

## Leben
Kleene wuchs auf der Farm seines Großvaters in Maine auf (die er auch später übernahm) und studierte am Amherst College (Abschluss 1930 „summa cum laude“). 1934 wurde er an der Princeton University bei Alonzo Church promoviert mit „A Theory of Positive Integers in Formal Logic“. Nach kurzer Lehrtätigkeit in Princeton ging er 1934 an die University of Wisconsin in Madison, wo er 1937 Assistenzprofessor und 1948 Professor wurde und bis zu seiner Emeritierung 1979 blieb. 1942 bis 1946 war er Offizier in der US Navy.
Kleene trug wie sein Lehrer Church zur Entwicklung der Theorie der rekursiven Funktionen bei, die von Church in seinem Lambda-Kalkül formalisiert wurden (später in der Programmiersprache Lisp verwendet). Kleene untersuchte in seiner Dissertation insbesondere Churchs Behauptung, dass sein Lambda-Kalkül alle „berechenbaren“ Funktionen liefere, wobei er allgemeinere rekursive Funktionen untersuchte, für die er einen Normalform-Satz bewies. Er fand mehrere Stufen der Berechenbarkeit wie z. B. bei partiell rekursiven Funktionen. Er führte auch eine „arithmetische Hierarchie“ und eine „hyperarithmetische Hierarchie“ für Prädikate ein. 1938 veröffentlichte er einen Fachartikel über das von ihm entwickelte dreiwertige Logiksystem K3. 1954 schrieb er mit Emil Post eine Arbeit über Grade der Unlösbarkeit von mathematischen Problemen.
Seit einem Aufenthalt bei der Rand Corporation 1951 interessierte er sich auch für Automaten und verfasste dort einen einflussreichen Bericht, in dem er Ideen von John von Neumann über Rechenmaschinen mit denen über neuronale Netzwerke von Warren McCulloch und Walter Pitts (1949) verband.
Kleene war in den USA ein führender Vertreter des von Luitzen Brouwer begründeten Intuitionismus. Das Jahr 1950 verbrachte er als Guggenheim Fellow in Amsterdam, um bei Brouwer und seinen Schülern deren Ideen zu studieren. Kleene schrieb zwei weit verbreitete Lehrbücher über mathematische Logik und Metamathematik, in denen er auch eine klare Formulierung von Gödels Unvollständigkeitssätzen gab.
1983 erhielt er den Leroy P. Steele Prize. 1969 wurde er Mitglied der National Academy of Sciences. 1980 wurde er in die American Academy of Arts and Sciences aufgenommen. 1990 erhielt er die National Medal of Science. 1958 hielt er einen Plenarvortrag auf dem Internationalen Mathematikerkongress in Edinburgh (Mathematical Logic: Constructive and non-constructive operations) und 1950 war er Invited Speaker auf dem ICM in Cambridge (Massachusetts) (Recursive functions and intuitionistic mathematics).
Kleene war ein erfahrener Bergsteiger. Er war zweimal verheiratet und hatte aus erster Ehe (ab 1942) vier Kinder.

## Schriften
- General recursive functions of natural numbers. In: Mathematische Annalen. Band 112, 1936, S. 727–742.
- On notation for ordinal numbers. In: The Journal Symbolic Logic. Band 3, Nr. 4, 1938, S. 150–155, doi:10.2307/2267778.
- Introduction to metamathematics (= Bibliotheca Mathematica. 1, ZDB-ID 419838-4). North-Holland u. a. Amsterdam 1952.
- Hierarchies of number-theoretic predicates. In: Bulletin of the American Mathematical Society. Band 61, Nr. 3, 1955, S. 193–213, doi:10.1090/S0002-9904-1955-09896-3.
- mit Richard Eugene Vesley: The Foundations of Intuitionistic Mathematics. Especially in Relation to Recursive Functions. North-Holland, Amsterdam 1965.
- Mathematical Logic. Wiley, New York NY u. a. 1967.